# 阿蒂博尼特省
阿蒂博尼特省（法語：Artibonite，發音：[aʁtibɔnit]）是海地的10個省之一，位於該國西部，首府設於戈納伊夫，北臨西北省、北部省，東鄰中央省，南毗西部省，面積4,984平方公里，下分5縣，2015年人口1,727,524，人口密度為每平方公里4,887人。
19°27′00″N 72°41′00″W / 19.45°N 72.6833°W
1. ↑   (PDF).   [2017-06-20]. （原始内容 (PDF)存档于2015-11-06）.
2. ↑  . hdi.globaldatalab.org.   [2018-09-13] （英语）.